# Norman Uprichard
Norman Uprichard (Moyraverty, 20 aprile 1928 – Brighton, 31 gennaio 2011) è stato un calciatore nordirlandese, di ruolo portiere.

## Biografia
Il 15 gennaio del 1958, giorno della partita Irlanda del Nord-Italia valida per la qualificazione ai mondiali di Svezia, il portiere titolare dei britannici Harry Gregg non riuscì a recarsi allo stadio a causa di una forte nebbia, venendo sostituito proprio da Uprichard; quest'ultimo contribuì con una buona prestazione alla vittoria per 2-1 dei nordirlandesi, risultato che impedì agli azzurri di qualificarsi alla Coppa del Mondo.
Dopo essersi ritirato dall'attività agonistica, lavorò come barman nel Sussex.

## Palmarès

### Club

#### Competizioni nazionali
- Community Shield: 1

Arsenal: 1948